# Сухоцвет однолетний
Сухоцве́т одноле́тний, или Сухоцве́тник однолетний, или Бессме́ртник (лат. Xerānthemum ānnuum) — однолетнее растение; вид рода Сухоцвет (Xeranthemum) семейства Астровые (Asteraceae).

## Ареал и среда обитания
Общий ареал — Южная и Западная Европа, Средиземноморье, Балканы, Малая Азия. На территории России — Поволжье, Средний и Нижний Дон, Заволжье, Причерноморье, Кавказ и Предкавказье.
Как правило, предпочитает расти в степях, на меловых обнажениях, песках, на сухих склонах, в низкогорье.

## Ботаническое описание
Однолетнее растение высотой от 10 до 40, иногда 60 см с паутинисто-войлочным опушением.
Стебель прямой, обычно торчаще прутьевидно-ветвистый, с одиночными корзинками на безлистных концах ветвей. Листья длиной до 3—4 см и до 1 см шириной, почти сидячие, нижние узколанцетные, верхние сильно уменьшенные, линейные.
Соцветие — корзинка со 100—120 цветками, во время цветения полушаровидно-яйцевидная, язычковые цветки пестичные, трубчатые — обоеполые. Обёртка колокольчатая; листочки её голые, наружные — яйцевидные, тупые, внутренние — линейно-ланцетные, розовые или розово-фиолетовые.
Плоды — семянки с хохолком из пяти плёнок.
Цветение в июне — сентябре. Плодоношение в августе — сентябре.

## Хозяйственное значение и применение
Сухоцвет однолетний используется как декоративное растение для составления букетов. В народной медицине применяется как кровоостанавливающее средство, а также при сердечных, желудочных, нервных заболеваниях, а также при холецистите, зубной боли, укусах бешеных животных. Сухоцвет однолетний входит в состав сбора М. Н. Здренко.
Он обладает кровоостанавливающими, желчегонными и седативными свойствами, а также повышает желудочную секрецию, он содержит флавоноиды (лютеолин, кверцетин), тритерпеновые соединения (урсоловую кислоту), в его семенах имеется жирное масло и диморфеколовая кислота.

## Охрана
Включен в Красные книги следующих субъектов Российской Федерации: Белгородская область, Калмыкия, а также в Красную книгу Черновицкой области Украины.

## Синонимика
Согласно данным The Plant List
- Centaurea dubia S.G.Gmel. ex Steud.
- Xeranthemum annettae Kalen.
- Xeranthemum annuum subsp. annettae (Kalen.) Holmboe